# Криничеватівська волость
Криничеватівська волость — адміністративно-територіальна одиниця Катеринославського повіту Катеринославської губернії.
Станом на 1886 рік складалася з 2 поселень, об'єднаних в сільську громаду. Населення — 4363 особи (2198 чоловічої статі та 21650 — жіночої), 655 дворових господарств .
|                  | Площа, десятин | У тому числі орної, десятин |
| ---------------- | -------------- | --------------------------- |
| Сільських громад | 11097          | 7880                        |
| Іншої власності  | 68             | 30                          |
| Загалом          | 11165          | 7910                        |

Найбільше поселення волості:
- Криничувате (Кринички) — село при річці Мокра Сура за 90 верст від повітового міста, 4357 осіб, 654 двори, православна церква, школа, земська лікарня, 3 лавки, 3 ярмарки на рік.